# 华人新村

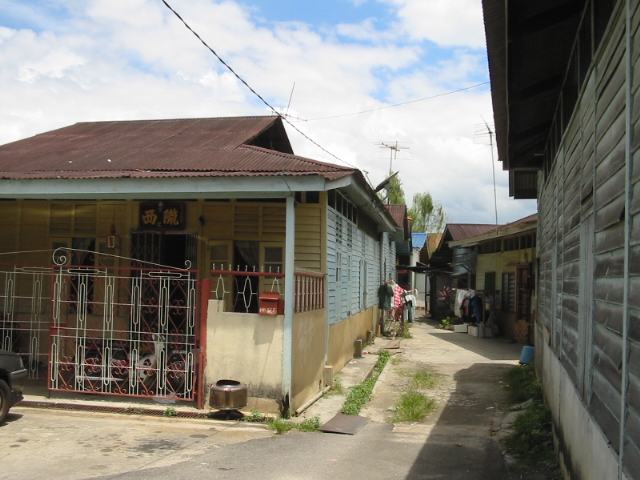
鹅唛的华人新村

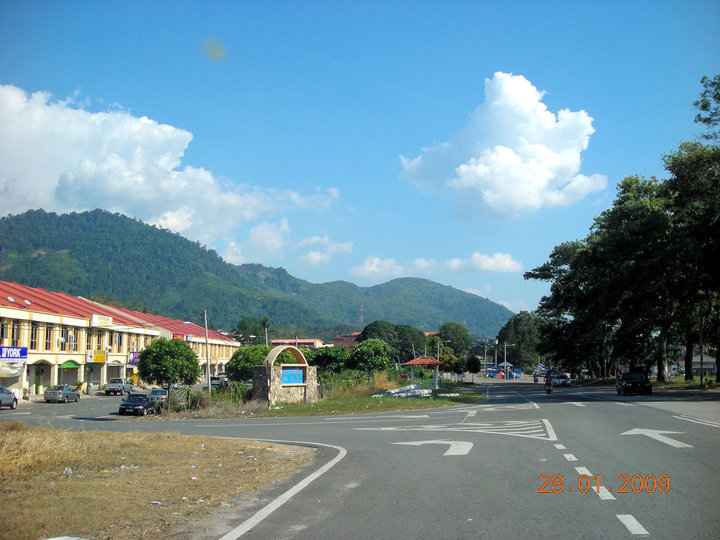
彭亨雙溪蘭的华人新村

华人新村是马来西亚华人聚居的村落，形成於1950年代，是马来亚英国殖民地政府在长达12年的紧急状态中设立的一系列华人集中定居点。当时英殖民政府为了阻止郊区的华人与森林中的马来亚共产党游击队接触，便将原本散居在郊外华人集中起来，这些集中点后来就变成了华人聚居的新村落。

## 形成背景
馬來西亞的華人新村，是英殖民政府一項軍事策略形成的歷史產物，由畢利斯計畫下所形成一種類似「集中營」式的聚落，是馬來西亞獨特的聚落景觀，以隔絕一般當地華裔民眾與馬來亞共產黨（簡稱馬共）之間的關係，以避免一般民眾提供衣服、糧食、藥物、情報等予馬共成員，於是在馬來半島上建立許多集中營式的新村。在1954年全馬境內的新村數量多達480座新村，移殖了约57.3万人，其中华人占约86%。
形成華人新村的主因是馬來亞日佔時期，馬來半島的華人深受日軍壓迫，日軍對當地華人進行肅清行動，屠殺了眾多馬來亞地區的華人，並強迫華人在戰爭時期繳納五千萬元的逢納金，使得當地華人生活更為困苦。許多為了求生存的華人，從馬來半島的各大城鎮遷移至森林邊緣居住，並支持馬共所成立的「馬來亞人民抗日軍」一同對抗日本軍政府。在二戰結束以後，這些華裔居民仍散居住在各地森林邊緣從事農耕活動，以解決當地在戰後經濟不振、糧食缺乏的問題。二戰後，英國殖民政府回來馬來半島進行殖民統治，在1945年10月欲推行「馬來亞聯邦」（The Malayan Union）憲法，由於此馬來人認為此憲法對於他們不利，馬來社會出現極大的反對聲音，促成1946年馬來民族統一機構（簡稱「巫統」）的成立，面對反對音量，英殖民政府改為推行「馬來亞聯合邦」（The Federation of Malaya）憲法，此憲法對於非馬來人是極度不利的，但英殖民政府仍然在1948年2月1日成立馬來亞聯合邦。此時，反對最為激烈的是馬共成員，因此1948年英殖民政府宣布馬來半島進入「緊急法令時期」，同時宣布馬來亞共產黨為非法政黨。因此馬共成員開始與英殖民政府進行游擊抗戰，在二戰時期，因許多華人得到馬共成員的幫助而支持馬共的行動，加上馬共成員係以當地華人為主，因此英殖民政府在對抗馬共時，首要解決散居在森林邊緣的華人，把這些華人進行集中管理，繼而導致這些新村居民以華人為主的局面。
1949年至1961年間，華人新村在馬來半島各地建立，這些新村的位置都是偏離森林，以切斷當地華人與馬共成員的聯繫，而當時居住在華人新村的人口，就佔據了馬來西亞華人的三分之一。雖然馬來西亞在1957年脫離英國獨立，但新村並無脫離集中營式的管理，僅在行動自由權上有少許的寬鬆，直到1960年7月31日，緊急狀態的結束，新村居民才逐漸恢復行動自由權。

## 現況
经2015年房屋及地方政府部统计，目前全国共有613个新村，其中包括436个传统新村、134个重组村和43个渔村。
其中，霹雳州是马来西亚最多华人新村的州属。在英國殖民政府針對馬來亞各民族進行分而自治的治理下，造成大部分華人居住在新村，而马来人和印度人居住在甘榜和园丘的情況。目前大部分的新村居民的華人比例高達7成以上，唯有吉蘭丹州較為特殊，其46座新村，有41座以馬來人為主、4個以泰裔為主、1個以印度人為主。早期的华人新村多为木屋区，随着时代发展，今日许多木屋已翻新成现代式洋房，也有一些新村因人口外移、房屋废弃而逐渐变得破旧不堪。
2021年10月10日，正值首相依斯迈沙比里主政时期，政府宣布将全国613个新村的管辖权交予国民团结部，自2022年1月1日起生效。2023年1月13日，新首相安华领导的团结政府宣布，全国华人新村事务重归地方政府发展部掌管，以更好地规划华人新村的发展及提升基建。

## 分佈
华人新村基本上都坐落于西马，但东马也有三个因砂拉越英殖民政府为应对砂拉越的共产党人而设立的三个新村——“新生村”、“来拓村”和“大富村”。目前马来西亚人口最多和土地面积最广的新村是位于吉隆坡的增江新村，而吉打华林县的拉武勿刹则是最小的新村，约有44人。
马来西亚房屋及地方政府部也于2009年3月5日将157個華人非傳統新村，包括113個重組村及44個漁村正式納入其管轄范围，和传统新村同级。。
2024年4月24日，房屋及地方政府部长倪可敏宣布，随著砂拉越政府近期进行地区重新规划，并获得房地部承认后，新增了14个新村，让全国新村数量从613增加至627个。

## 马来西亚华人新村列表

马来西亚华人新村分布图

下方列出马来西亚各州新村的总数概览。各州新村的详情请参阅马来西亚华人新村列表。
| 州属/直辖区    | 传统新村数量 | 重组村数量 | 渔村数量 | 新村数量 |
| -------------- | ------------ | ---------- | -------- | -------- |
| 柔佛           | 83           | 33         | 7        | 123      |
| 吉打           | 32           | 5          | 0        | 37       |
| 吉兰丹         | 24           | 22         | 0        | 46       |
| 马六甲         | 19           | 4          | 0        | 23       |
| 森美蘭         | 40           | 19         | 0        | 59       |
| 彭亨           | 52           | 7          | 0        | 59       |
| 檳城           | 9            | 3          | 2        | 14       |
| 霹靂           | 125          | 17         | 15       | 157      |
| 玻璃市         | 1            | 1          | 0        | 2        |
| 雪蘭莪         | 42           | 20         | 19       | 81       |
| 登嘉樓         | 3            | 0          | 0        | 3        |
| 吉隆坡         | 3            | 0          | 0        | 3        |
| 砂拉越（古晉） | 3            | 0          | 0        | 3        |
| 总数           | 440          | 134        | 43       | 617      |

## 轶事
当时许多西方作者以为新村是所谓的集中营。当马哈迪·莫哈末在美国马萨堵塞州的安默斯特校区被一对年轻的美国夫妇问及马来西亚有多少座新村时，不清楚实际数目的他回答有约百个。美国人对此大吃一惊的说：“你们怎么可以有这么多集中营？”然而虽然新村四周设有围篱，但实际上新村并非集中营。

## 歌曲
在当时英国殖民政府已将马来亚各地华人划入新村，但也引发了各地华人的不满。因此该歌曲被创作出，讲述了一个华人妇女望着那洁白的满月。想起了远方的丈夫和被蹂躏的家乡。